# Trini Alvarado
Trini Alvarado, född 10 januari 1967 i New York, är en amerikansk skådespelare. Alvarado är kanske främst känd för sina roller i Unga kvinnor och The Frighteners.

## Filmografi (i urval)
- 1990 - Stella - Ensam mor
- 1991 - American friends
- 1992 - The Babe
- 1994 - Unga kvinnor
- 1995 - The Perez family
- 1996 - The Frighteners
- 1998 - Paulie - papegojan som pratade för mycket
- 2000 - The Last Dance
- 2004 - Law & Order: Special Victims Unit
- 2006 - Little Children
- 2008, 2009 - Fringe
- 2009 - The Good Guy
- 2010 - All Good Things